# Evolucijska psihologija
Evolucijska psihologija (EP) pristup je u društvenim i prirodnim naukama koji proučava psihološke crte poput pamćenja, percepcije i jezika iz moderne evolucijske perspektive. Pokušava da identifikuje koje su čovečije psihološke crte evoluirane adaptacije – tj. funkcionalni produkti prirodne selekcije ili polne selekcije. Adaptacionističko razmišljanje o fiziološkim mehanizmima poput srca, pluća i imunskog sistema uobičajeno je u evolucijskoj biologiji. Neki evolucijski psiholozi primenjuju isto razmišljanje u psihologiji tvrdeći da um ima modularnu strukturu sličnu onoj telesnoj, a različite modularne adaptacije služe različitim funkcijama. Evolucijski psiholozi tvrde da je velik deo čovečjeg ponašanja proizvod psiholoških adaptacija koje su evoluirale radi rešavanja rekurentnih problema u okruženjima čovekovih predaka.
Adaptacionistički se pristup postojano povećava kao uticaj u opštem polju psihologije. Evolucijski psiholozi predlažu da EP nije samo poddisciplina psihologije, već da evolucijska teorija može pružiti osnivački, metateorijski radni okvir koji integriše čitavo polje psihologije na isti način kao što čini u biologiji.
Evolucijski psiholozi drže da su ponašanja ili crte koje se javljaju univerzalno u svim kulturama dobri kandidati za evolucijske adaptacije uključujući sposobnosti zaključivanja o tuđim emocijama, razlikovanja rodbine od nerodbine, identifikovanja i preferiranja zdravijih partnera i suradnje s drugima. Dosad su izvestili o uspešnim testovima teorijskih predviđanja povezanih s temama poput infanticida, inteligencije, bračnih uzoraka, promiskuiteta, percepcije lepote, cene neveste i roditeljske investicije.
Teorije i pronalasci EP-a imaju primene u mnogim poljima uključujući ekonomiju, životnu sredinu, zdravlje, pravo, menadžment, psihijatriju, politiku i književnost.
Kontroverzije o EP-u uključuje pitanja o proverljivosti, kognitivnim i evolucijskim pretpostavkama (poput modularnog funkcionisanja mozga i velike nesigurnosti o ancestralnom okruženju), važnosti negenskih i neadaptivnih objašnjenja, pa i politička i etička pitanja zbog interpretacija rezultata istraživanja.

## Literatura
- Barkow, Jerome H. (2006). Missing the Revolution: Darwinism for Social Scientists. Oxford University Press, USA. ISBN 978-0-19-513002-7.
- Barkow, J., Cosmides, L. & Tooby, J. 1992. The adapted mind: Evolutionary psychology and the generation of culture. Oxford: Oxford University Press.
- Buss, D. M.; Barnes, M. (1986). „Preferences in human mate selection” (PDF). Journal of Personality and Social Psychology. 50 (3): 559—70. doi:10.1037/0022-3514.50.3.559. Архивирано из оригинала (PDF) 01. 08. 2014. г. Приступљено 04. 01. 2019.
- Buss, D. M. (1988). „From  vigilance to violence: Tactics of mate retention in American undergraduates” (PDF). Ethology and Sociobiology. 9 (5): 291—317. doi:10.1016/0162-3095(88)90010-6. Архивирано из оригинала (PDF) 20. 03. 2009. г. Приступљено 04. 01. 2019.
- Buss, D. M. (1989). „Sex differences in human mate preferences:   Evolutionary hypotheses tested in 37 cultures” (PDF). Behavioral and Brain Sciences. 12: 1—49. doi:10.1017/S0140525X00023992. Архивирано из оригинала (PDF) 14. 12. 2014. г. Приступљено 04. 01. 2019.
- Buss, D. M.; Larsen, R. J.; Westen, D.; Semmelroth, J. (1992). „Sex differences in jealousy: Evolution, physiology, and psychology” (PDF). Psychological Science. 3 (4): 251—55. doi:10.1111/j.1467-9280.1992.tb00038.x. Архивирано из оригинала (PDF) 01. 06. 2013. г. Приступљено 04. 01. 2019.
- Buss, D. M. (1994). The evolution of desire: Strategies of human mating. New York: Basic Books.
- Buss, David M. (2004). Evolutionary psychology: the new science of the mind. Boston: Pearson/A and B. ISBN 978-0-205-37071-9.
- Buss, David M.; Haselton, Martie G.; Shackelford, Todd K.; Bleske, April L.; Wakefield, Jerome C. (1998). „Adaptations, Exaptations, and Spandrels”. American Psychologist. 53 (5): 533—48. PMID 9612136. doi:10.1037/0003-066X.53.5.533. Приступљено 29. 08. 2011.
- Clarke, Murray (2004). Reconstructing reason and representation. Cambridge, Mass: MIT Press. ISBN 978-0-262-03322-0.
- Confer, Easton, Fleischman, Goetz, Lewis, Perilloux & Buss Evolutionary Psychology Архивирано на веб-сајту  (20. август 2015), American Psychologist, 2010.
- Duntley, J.D.; Buss, D.M. (2008). „Evolutionary psychology is a metatheory for psychology” (PDF). Psychological Inquiry. 19: 30—34. doi:10.1080/10478400701774105. Архивирано из оригинала (PDF) 20. 05. 2014. г. Приступљено 04. 01. 2019.
- Durrant, R., & Ellis, B.J. (2003). Evolutionary Psychology. In M. Gallagher & R.J. Nelson (Eds.), Comprehensive Handbook of Psychology, Volume Three: Biological Psychology (pp. 1–33). New York: Wiley & Sons.
- Evan, Dylan (2000). Introducing Evolutionary Psychology. Lanham, MD: Totem Books USA. ISBN 978-1-84046-043-8.
- Fruehwald, Edwin Scott, Law and Human Behavior: A Study in Behavioral Biology, Neuroscience, and The Law (Vandeplas 2011).  978-1-60042-144-0.
- Gaulin, Steven J. C. and Donald H. McBurney (2003). Evolutionary psychology. ISBN 978-0-13-111529-3.. Prentice Hall
- Joyce, Richard (2006). The Evolution of Morality (Life and Mind: Philosophical Issues in Biology and Psychology). Cambridge, Mass: The MIT Press. ISBN 978-0-262-10112-7.
- Miller, Geoffrey P. (2000). The mating mind: how sexual choice shaped the evolution of human nature. Garden City, N.Y: Doubleday. ISBN 978-0-385-49516-5.
- Nesse, R.M. (2000). Tingergen's Four Questions Organized Архивирано на веб-сајту  (18. јануар 2012).
- Nesse, R; Williams, George C. (1996). Why We Get Sick. NY: Vintage.
- Pinker, Steven (1997). How the mind works. New York: Norton. ISBN 978-0-393-04535-2.
- Pinker, Steven (2002). The blank slate: the modern denial of human nature. New York, N.Y: Viking. ISBN 978-0-670-03151-1.
- Richards, Janet C. (2000). Human nature after Darwin: a philosophical introduction. New York: Routledge. ISBN 978-0-415-21243-4.
- Ryan, C.; Jethá, C. (2010). Sex at Dawn: The Prehistoric Origins of Modern Sexuality. New York, NY: Harper. ISBN 978-0-06-170780-3.
- Santrock, John W. (2005). The Topical Approach to Life-Span Development(3rd ed.). New York, N.Y: McGraw Hill. ISBN 978-0-07-322626-2.
- Schacter, Daniel L, Daniel Wegner; Gilbert, Daniel (2007). Psychology. Worth Publishers. ISBN 978-0-7167-5215-8..
- Schmitt, D. P.; Buss, D. M. (2001). „Human mate poaching: Tactics and temptations for infiltrating existing relationships” (PDF). Journal of Personality and Social Psychology. 80 (6): 894—917. PMID 11414373. doi:10.1037/0022-3514.80.6.894. Архивирано из оригинала (PDF) 20. 05. 2014. г. Приступљено 04. 01. 2019.
- Tooby, J. & Cosmides, L. (2005). Conceptual foundations of evolutionary psychology. In D. M. Buss (Ed.), The Handbook of Evolutionary Psychology (pp. 5–67). Hoboken, NJ: Wiley. Full text Архивирано на веб-сајту  (17. децембар 2018)
- Wilson, Edward Osborne (1975). Sociobiology: the new synthesis. Cambridge: Belknap Press of Harvard University Press. ISBN 978-0-674-81621-3.
- Wright, Robert C. M. (1995). The moral animal: evolutionary psychology and everyday life. New York: Vintage Books. ISBN 978-0-679-76399-4.
- Buss, D. M. (1995). „Evolutionary psychology: A new paradigm for psychological science” (PDF). Psychological Inquiry. 6: 1—30. doi:10.1207/s15327965pli0601_1. Архивирано из оригинала (PDF) 12. 09. 2015. г. Приступљено 04. 01. 2019..
- Confer, J.C.; Easton, J.A.; Fleischman, D.S.; Goetz, C. D.; Lewis, D.M.G.; Perilloux, C.; Buss, D. M. (2010). „Evolutionary Psychology: Controversies, Questions, Prospects, and Limitations” (PDF). American Psychologist. 65 (2): 110—26. PMID 20141266. doi:10.1037/a0018413. Архивирано из оригинала (PDF) 20. 08. 2015. г. Приступљено 04. 01. 2019..
- Cosmides, Leda; Tooby, John (2008). „Evolution Psychology”.  Ур.: Hamowy, Ronald. The Encyclopedia of Libertarianism. Thousand Oaks, CA: SAGE; Cato Institute. стр. 158—61. ISBN 978-1-4129-6580-4. LCCN 2008009151. OCLC 750831024. doi:10.4135/9781412965811.n99.
- Heylighen F. (2012). "Evolutionary Psychology", in: A. Michalos (ed.): Encyclopedia of Quality of Life Research (Springer, Berlin).
- Kennair, L. E. O. (2002). „Evolutionary psychology: An emerging integrative perspective within the science and practice of psychology”. Human Nature Review. 2: 17—61.
- Medicus, G. (2005). „Evolutionary Theory of Human Sciences”. стр. 9, 10, 11. Приступљено 08. 09. 2009.
- Gerhard Medicus Being Human – Bridging the Gap between the Sciences of Body and Mind. Berlin: VWB. 2015.  978-3-86135-584-7.
- Oikkonen, Venla (2013). Gender, Sexuality and Reproduction in Evolutionary Narratives. London: Routledge. ISBN 978-0-415-63599-8.

## Spoljašnje veze
- What Is Evolutionary Psychology? by Clinical Evolutionary Psychologist Dale Glaebach.
- Evolutionary Psychology – Approaches in Psychology
- PsychTable.org Collaborative effort to catalog human psychological adaptations
- Evolutionary Psychology на веб-сајту  (језик: енглески)

### Akademska društva
- Human Behavior and Evolution Society; international society dedicated to using evolutionary theory to study human nature
- The International Society for Human Ethology; promotes ethological perspectives on the study of humans worldwide
- European Human Behaviour and Evolution Association Архивирано на веб-сајту  (12. септембар 2015) an interdisciplinary society that supports the activities of European researchers with an interest in evolutionary accounts of human cognition, behavior and society
- The Association for Politics and the Life Sciences; an international and interdisciplinary association of scholars, scientists, and policymakers concerned with evolutionary, genetic, and ecological knowledge and its bearing on political behavior, public policy and ethics.
- Society for Evolutionary Analysis in Law a scholarly association dedicated to fostering interdisciplinary exploration of issues at the intersection of law, biology, and evolutionary theory
- The New England Institute for Cognitive Science and Evolutionary Psychology aims to foster research and education into the interdisciplinary nexus of cognitive science and evolutionary studies
- The NorthEastern Evolutionary Psychology Society; regional society dedicated to encouraging scholarship and dialogue on the topic of evolutionary psychology
- Feminist Evolutionary Psychology Society researchers that investigate the active role that females have had in human evolution

### Časopisi
- Evolutionary Psychology – free access online scientific journal
- Evolution and Human Behavior – journal of the Human Behavior and Evolution Society
- Evolutionary Psychological Science An international, interdisciplinary forum for original research papers that address evolved psychology. Spans social and life sciences, anthropology, philosophy, criminology, law and the humanities.
- Politics and the Life Sciences – an interdisciplinary peer-reviewed journal published by the Association for Politics and the Life Sciences
- Human Nature: An Interdisciplinary Biosocial Perspective – advances the interdisciplinary investigation of the biological, social, and environmental factors that underlie human behavior. It focuses primarily on the functional unity in which these factors are continuously and mutually interactive. These include the evolutionary, biological, and sociological processes as they interact with human social behavior.
- Biological Theory: Integrating Development, Evolution and Cognition – devoted to theoretical advances in the fields of biology and cognition, with an emphasis on the conceptual integration afforded by evolutionary and developmental approaches.
- Evolutionary Anthropology
- Behavioral and Brain Sciences – interdisciplinary articles in psychology, neuroscience, behavioral biology, cognitive science, artificial intelligence, linguistics and philosophy. About 30% of the articles have focused on evolutionary analyses of behavior.
- The Evolutionary Review – Art, Science, and Culture

### Video snimci
- Brief video clip from the "Evolution" PBS Series
- TED talk Архивирано на веб-сајту  (22. октобар 2011) by Steven Pinker about his book The Blank Slate: The Modern Denial of Human Nature
- RSA talk by evolutionary psychologist Robert Kurzban on modularity of mind, based on his book Why Everyone (Else) is a Hypocrite
- Richard Dawkins' lecture on natural selection and evolutionary psychology
- Evolutionary Psychology – Steven Pinker & Frans de Waal Audio recording
- Stone Age Minds: A conversation with evolutionary psychologists Leda Cosmides and John Tooby
- Margaret Mead and Samoa. Review of the nature versus nurture debate triggered by Mead's book "Coming of Age in Samoa."
- "Evolutionary Psychology", In Our Time, BBC Radio 4 discussion with Janet Radcliffe Richards, Nicholas Humphrey and Steven Rose (Nov. 2, 2000)